# Golden Girls (Nederland)
Golden Girls is een Nederlandse remake van de populaire Amerikaanse televisieserie The Golden Girls. De serie gaat over vier vrouwen die in één huis wonen in Scheveningen. De scripts komen van de originele televisieserie, maar zijn door Paulien Cornelisse in het Nederlands vertaald en aan het jaar 2012 aangepast. In de zomer van 2017 zijn alle afleveringen herhaald.

## Rolverdeling

### Hoofdrollen
| Acteur          | Personage          |
| Loes Luca       | Barbara Elderenbos |
| Beppie Melissen | Els Groen          |
| Pleuni Touw     | Toos Groen         |
| Cecile Heuer    | Milly Burgers      |

### Gastrollen
| Acteur                 | Personage                                              | Aflevering |
| Caro Lenssen           | Anne Minderhout (dochter van Els & Harry)              | 1          |
| Aat Ceelen             | Harry Minderhout (ex-man van Els)                      | 1, 10      |
| Gijs Naber             | Diederik (verloofde van Anne)                          | 1          |
| Peter Blok             | Psychiater                                             | 2          |
| Arthur Boni            | Man in wachtkamer psychiater                           | 2          |
| Chris Tates            | Dokter Prakken (dierenarts)                            | 2          |
| John Buijsman          | Loodgieter 1                                           | 3          |
| Joep Sertons           | Hein (minnaar van Barbara)                             | 3          |
| Martin van Waardenberg | Loodgieter Bob                                         | 3          |
| Gerard Cox             | Oude liefde van Toos                                   | 4          |
| Ariane Schluter        | Eugenie (zus van Barbara)                              | 5          |
| Christine van Stralen  | Jannie (Janine) (zus van Els, dochter van Toos)        | 6          |
| Marlies Heuer          | Lydia (zus van Milly)                                  | 7          |
| Joey van der Velden    | Student                                                | 7          |
| Rik Hoogendoorn        | buurman Franssen                                       | 8          |
| Joke Tjalsma           | buurvrouw Gerda Franssen                               | 8          |
| Joost Prinsen          | Meneer Elderenbos (papa Pikkemans) (vader van Barbara) | 8          |
| Frank Lammers          | uitbater café                                          | 8          |
| Harry Slinger          | klant in café                                          | 8          |
| Max Anin               | Aron Cordozo                                           | 9          |
| Marco Verhagen         | ober                                                   | 9          |
| Gigi Ravelli           | Cynthia                                                | 10         |

## Afleveringen
| Nr. | Titel                         | Kijkcijfers | Uitzenddatum      |  |
| --- | ----------------------------- | ----------- | ----------------- |  |
| 1 | Het huwelijk                  | 1.222.000   | 25 augustus 2012  |  |
| Anne, de dochter van Els, gaat trouwen. Els heeft haar ex-man Harry met veel tegenzin uitgenodigd. De confrontatie tussen Els en Harry verloopt allesbehalve soepel.                      |                               |             |                   |  |
| 2 | De menopauze                  | 947.000     | 1 september 2012  |  |
| Terwijl Milly het druk heeft met haar nieuwe kippenhok, denkt Barbara dat ze zwanger is. Maar het blijkt nog veel erger.                                                                  |                               |             |                   |  |
| 3 | De miljonair                  | 792.000     | 8 september 2012  |  |
| Barbara ontmoet een rijke man die met haar wil trouwen, maar er blijkt een probleem. De man heeft namelijk kinderen en Barbara twijfelt of ze opnieuw kinderen wil opvoeden.              |                               |             |                   |  |
| 4 | De weddenschap                | 760.000     | 15 september 2012 |  |
| De eerste liefde van Toos komt terug en wil met haar op vakantie. Els sluit met haar een weddenschap af, en als Els niet wint, betaalt ze de vakantie.                                    |                               |             |                   |  |
| 5 | In hart en nieren             | 821.000     | 22 september 2012 |  |
| De zus van Barbara komt op bezoek. Barbara heeft een hekel aan haar, maar haar zus vraagt of Barbara een nier aan haar wil afstaan zodat niet sterft.                                     |                               |             |                   |  |
| 6 | De zus van Els                | 818.000     | 29 september 2012 |  |
| Barbara en Milly doen auditie voor een rol in een toneelstuk. Jannie, de zus van Els en dochter van Toos, komt op bezoek en wil dat Toos bij haar komt wonen.                             |                               |             |                   |  |
| 7 | De zus van Milly              | 899.000     | 6 oktober 2012    |  |
| Lydia, de blinde zus van Milly, komt logeren. Zij brengt de dames op het idee om spullen via internet te verkopen om zo een nieuwe serre te kunnen betalen.                               |                               |             |                   |  |
| 8 | De vader van Barbara          | 783.000     | 13 oktober 2012   |  |
| De boom van de buren is omgewaaid in de tuin van de dames, maar er is onenigheid over wie hem moet opruimen. Ondertussen wil Barbara's vader een zangcarrière beginnen.                   |                               |             |                   |  |
| 9 | De kleine professor van Milly | 1.118.000   | 20 oktober 2012   |  |
| Milly heeft een nieuwe vriend, die achondroplasie (dwerggroei) blijkt te hebben. De andere dames weten niet goed hoe ze hiermee moeten omgaan.                                            |                               |             |                   |  |
| 10 | Harry's terugkeer             | 1.292.000   | 27 oktober 2012   |  |
| Terwijl Milly, Els en Barbara een vakantie uitzoeken, komt Harry - de ex van Els - langs. Zijn vriendin Cynthia heeft hem verlaten en hij wil Els terug, maar die heeft zo haar twijfels. |                               |             |                   |  |